# Масали (Босния и Герцеговина)
Масали (серб. Масали / Masali) — село в общине Вишеград Республики Сербской Боснии и Герцеговины. Население составляет 41 человек по переписи 2013 года.